# Bonnier
Bonnier AB (også kendt som Bonniers eller Bonnier Group) er en privatejet svensk mediekoncern, der består af i alt 150 selskaber, som opererer i 21 lande, hovedsageligt i det nordlige Europa. Selskabet blev grundlagt af Gerhard Bonnier i København i 1804. Den første udgivelse var bogen "Underfulde og sandfærdige kriminalhistorier". Senere flyttede Gerhard Bonniers sønner til Sverige og koncernens hovedsæde er i dag placeret i Stockholm.
Aktiviteterne i dag omfatter blandt andet de danske magasinforlag Bonnier Publications A/S og Forlaget Benjamin, Dagbladet Børsen (fra 2017 kun 50,1%), Bogklubben 12 Bøger og Tv kanalen Canal9. Frem til 2007 ejede Bonnier også bogforlagene Carlsen og Lindhardt & Ringhof, og frem til 2002 tillige Børsens Nyhedsmagasin.

Fra 2020 har Bonnier igen et forlag i Danmark, nemlig det nyoprettede Gutkind.
I Sverige ejes Albert Bonniers förlag samt Wahlström & Widstrand, filmproducenten Svensk Filmindustri, aviserne Dagens Nyheter, Expressen, Sydsvenska Dagbladet, Göteborgs-Tidningen og Dagens Industri, ligesom Bonnier ejer en del af TV4. I Norge ejes Cappelens forlag. I Finland ejes Tammi. På det tyske marked er Bonnier markedsledende indenfor børnebøger. Derudover har Bonnier selskaber i Storbritannien, Frankrig, Australien og USA.
Selskabet ledes af omkring 75 familiemedlemmer, deriblandt 7. generation. Koncernen beskæftiger 9.641 ansatte derudover kommer en række eksterne outsourcet afdelinger. Heriblandt Salgsafdelinger. I 2006 omsatte Bonnier for 20,2 mia. SEK.